# 沙尼翁
沙尼翁（法語：Chagnon，法語發音：[ʃaɲɔ̃]）是法国卢瓦尔省的一个市镇，位于该省东南部，属于圣艾蒂安区。

## 地理
沙尼翁（45°32'5"N, 4°33'11"E）面积2.48 平方千米，位于法国奥弗涅-罗讷-阿尔卑斯大区卢瓦尔省，该省份为法国中南部省份，北起顺时针与索恩-卢瓦尔省、罗讷省、伊泽尔省、阿尔代什省、上盧瓦爾省、多姆山省和阿列省接壤。
与沙尼翁接壤的市镇（或旧市镇、城区）包括：瓦尔弗勒里、塞略、热尼拉克、雅雷地区圣罗曼。

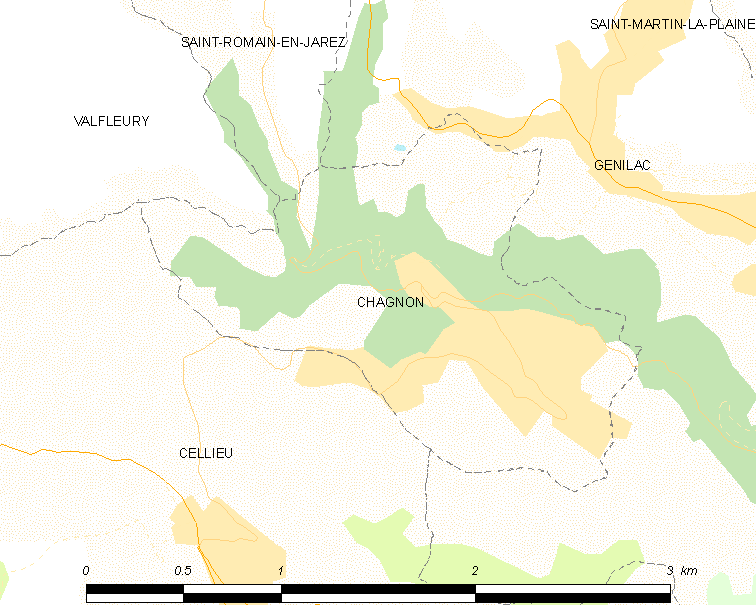
沙尼翁的OSM定位图

沙尼翁的时区为UTC+01:00、UTC+02:00（夏令时）。

## 行政
沙尼翁的邮政编码为42800，INSEE市镇编码为42036。

## 政治
沙尼翁所属的省级选区为索尔比耶县。

## 人口

1962-2008年间沙尼翁人口变化图示

沙尼翁于2022年1月1日时的人口数量为522人。